# Figueruela de Arriba
Figueruela de Arriba település Spanyolországban,  Zamora tartományban. Figueruela de Arriba Manzanal de Arriba, Mahide, San Vitero, Viñas, Trabazos és Bragança községekkel határos. Lakosainak száma 318 fő (2024).

## Népesség
A település népessége az utóbbi években az alábbiak szerint változott:
| Lakosok száma | 559  | 498  | 468  | 423  | 419  | 412  | 357  | 332  | 294  | 318  |
|               | 2001 | 2004 | 2007 | 2009 | 2012 | 2014 | 2017 | 2019 | 2022 | 2024 |